# AN-M56
AN-M56 – amerykańska bomba burząca wagomiaru 4000 funtów. Była stosowana podczas II wojny światowej przez lotnictwo US Navy, USAAC oraz RAF.